# Сирве (півострів)
Півострів Сирве (колишня назва Цирель; ест. Sõrve poolsaar, нім. Zerel, швед. Swalferort) — великий півострів у південно-західній частині острова Сааремаа, Естонія. Півострів Сирве утворився кілька століть тому, коли внаслідок виходу на берег колишній острів Сирве злився з островом Сааремаа. Сьогодні півострів займає площу близько 180 км2, має довжину близько 32 км і ширину до 10 км. Найпівденнішою точкою півострова є мис Сирве.

## Географія
Півострів значною мірою вкритий лісами. Серед рідкісних видів рослин у Сирве ростуть тис, ліщина і плющ. Частина території півострова Сирве знаходиться під охороною. Тут знаходяться природний заповідник Вієрісті та ландшафтний заповідник Охессааре.
Вперше Сирве, який тоді був островом, згадується у 1234 році як Сворве (ест. Sworve). Одна з історичних назв Сирве — Сімпернес. Півострів названо на честь Сирвеського пласта силурійського родовища Яагараху. 1234 року острів отримав назву Сімпернес.
Півострів Сирве простягається від річки Салме до мису Сирве (приблизно 32 км), його ширина в центральній частині становить близько 10 км, у найвужчому місці перешийка півострова (на лінії Унгру-Пагіла) — 1,6 км, на лінії Липе-Каймрі — 3 км. На заході півострів примикає до відкритої частини Балтійського моря, на сході — до Ризької затоки, на півдні його відділяє від Курземе Ірбенська протока.
Галькове західне узбережжя півострова розділяють затоки Арісте і Лиу, бухти та кілька невеликих мисів (Пітсініна, Вільягуніна, Нурменійді, Пітсерніна, Алліотс, Лоденіна, Нігуніна). На східному узбережжі, де переважають дюни, виступають миси Лайдуніна, Котканіна, Леетсе, Кааві та Аллінга. Далі на самому півдні грядою, що знижується, йде коса Сирве (1,5 км), яка проходить в Ірбенській затоці ланцюжком острівців завдовжки близько 4 км.
У центральній частині півострова розташована височина Сирве (продовження височини Ляене-Сааремаа), її найвища точка — 37 метрів над рівнем моря. Вона являє собою кінцеву морену, схили якої розбиті морем на уступи.

## Флора
Ліс, що покриває більшу частину півострова Сирве, сильно постраждав під час Другої світової війни, до теперішнього часу він відновився (в основному це сосновий бір). Завдяки м'якому морському клімату тут ростуть тис ягідний, терен, плющ звичайний, горошок прямостоячий, бурачок Гмеліна, ситник шипоподібний (усі належать до другої природоохоронної категорії), горлянка пірамідальна та інші рідкісні види.

## Фауна
Півострів Сирве є районом масової міграції птахів, одним із найпомітніших на Балтійському морі. На орнітологічній станції мису Сирве під час осінньої міграції нарахували тисячі соколоподібних. Рекорди сезону для найчисельніших видів хижих птахів склали: яструб-перепелятник — 5 100, звичайний канюк — 2 800, осоїд — 350 і зимняк — 94.
Навесні птахи найчастіше мігрують через вузьку північну частину півострова. Короткострокові дослідження навесні 2003 і 2004 років виявили великомасштабні перельоти багатьох видів, зокрема, в день до 166 000 зябликів, до 2 100 великих кульонів і 4 365 сірих журавлів за чотири дні спостережень.

## Фольклор
Згідно з естонськими народними переказами, ланцюжок острівців, що йде в море від мису Сирве, був створений Великим Тиллем, який, виганяючи з цих земель Ванапагана, кидав у нього валуни. Важчі валуни падали ближче до мису, а легші — далі від нього.
Також з півострова походить дружина Великого Тилля — Пірет.

## Галерея

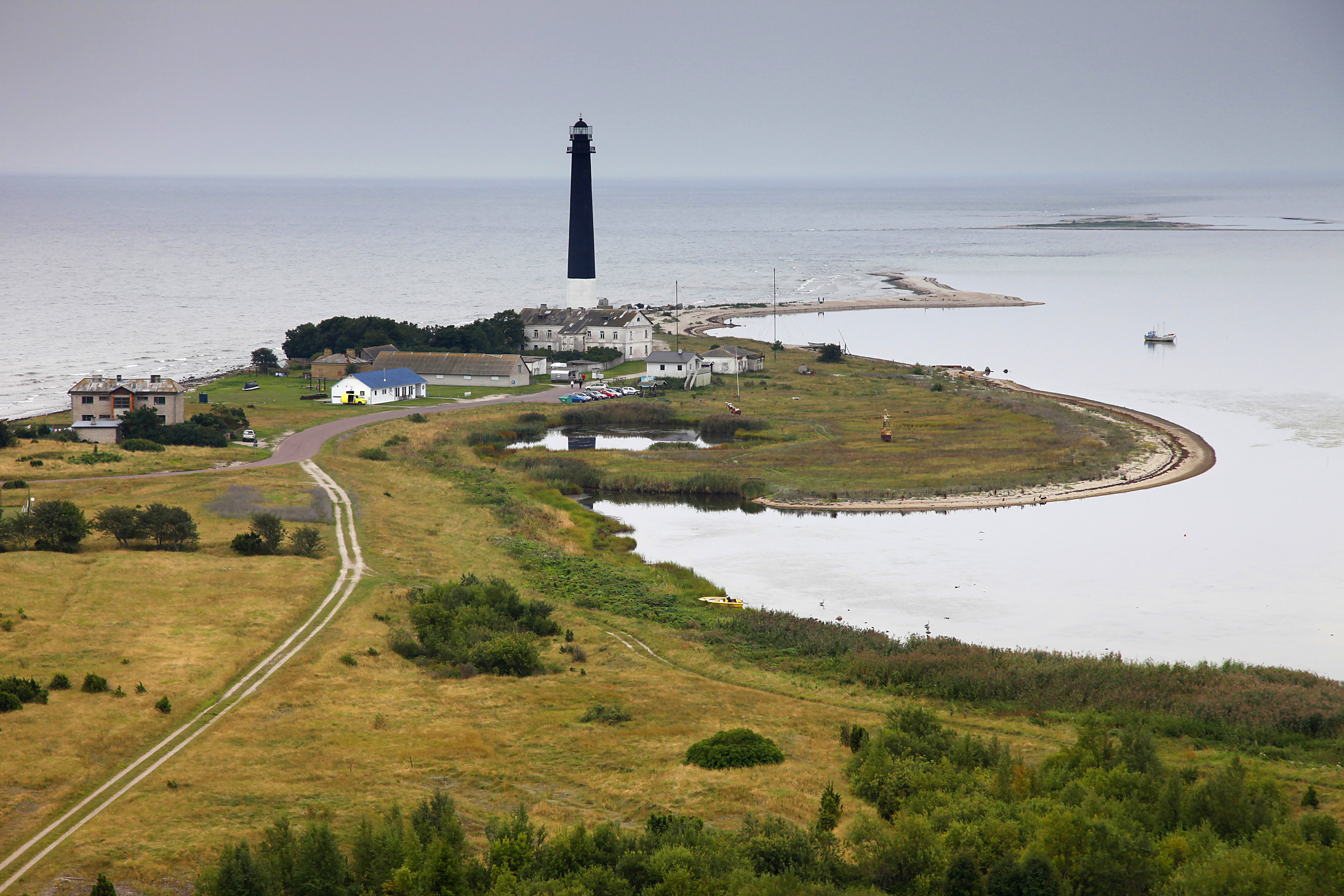
Маяк Сирве
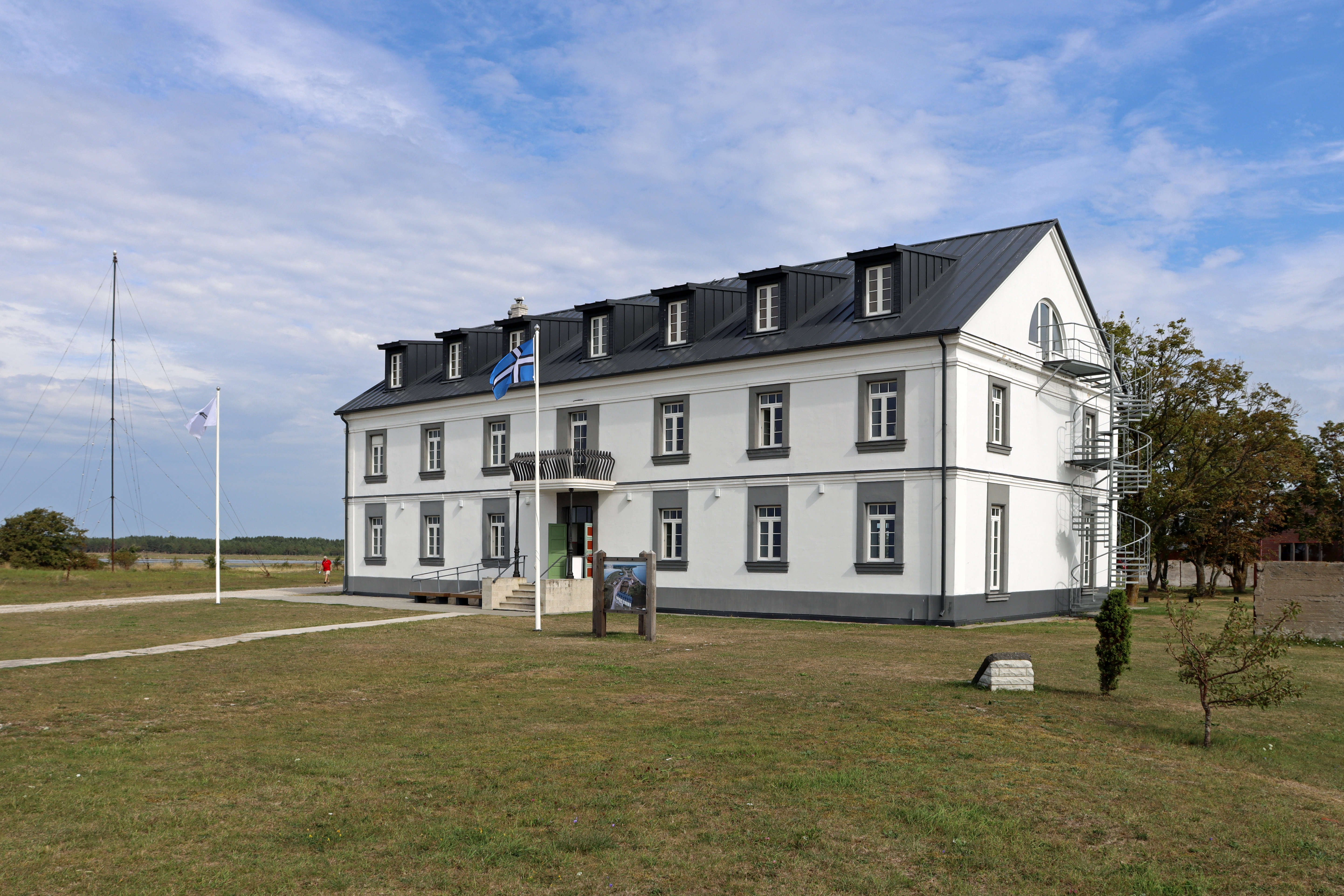
Туристичний центр на мисі Сирве
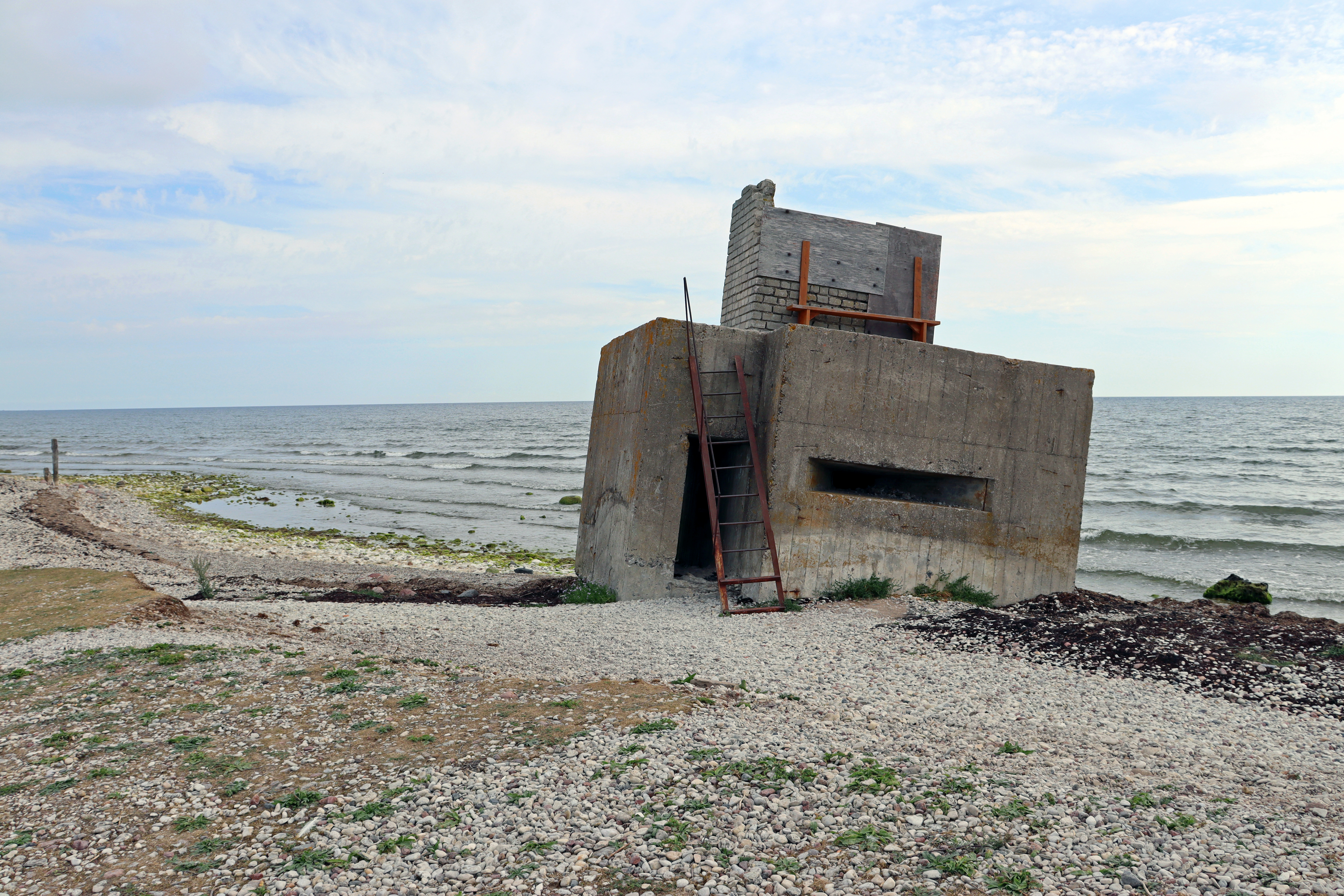
Залишки берегових укріплень на мисі Сирве
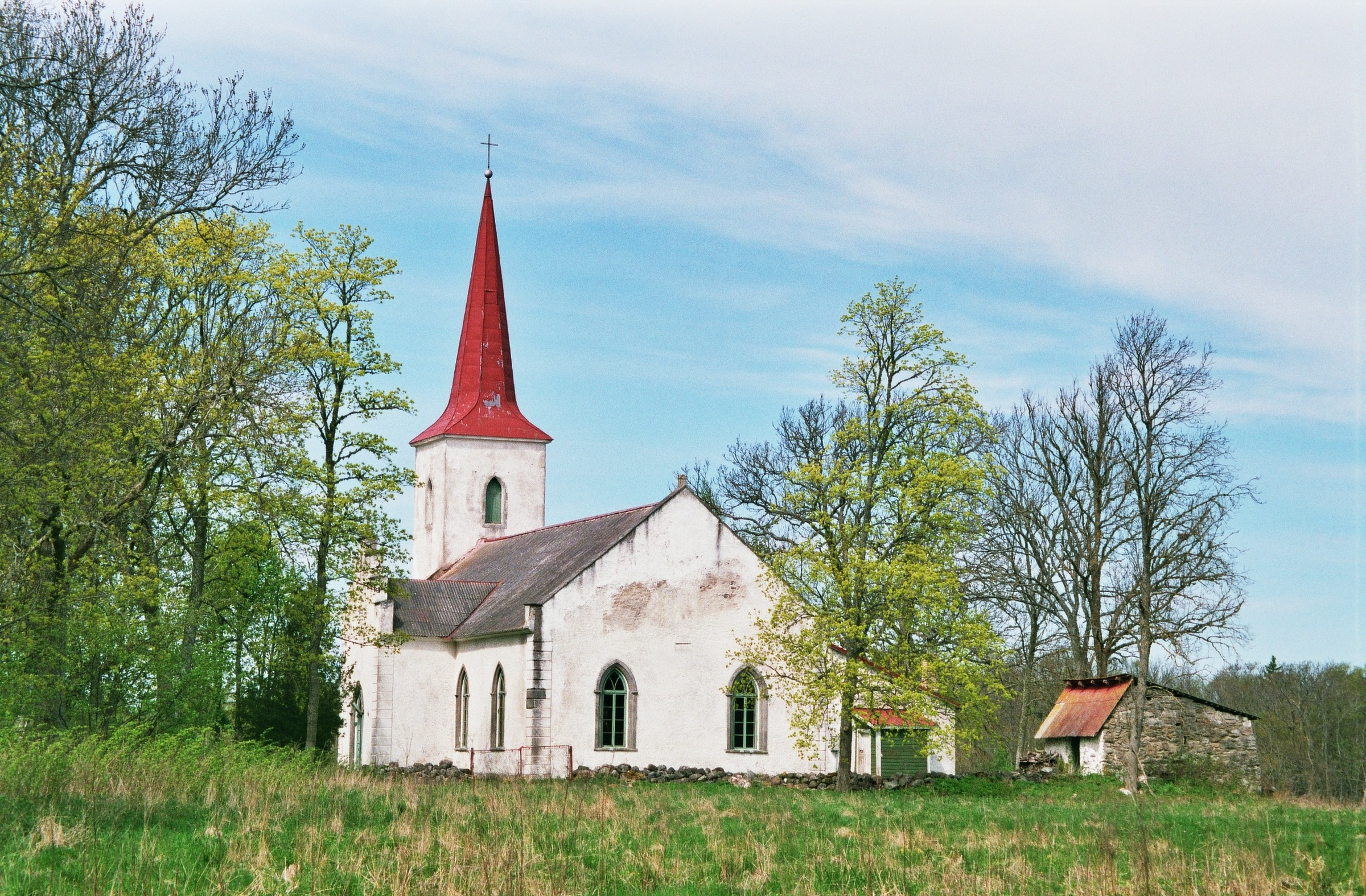
Церква Ямая
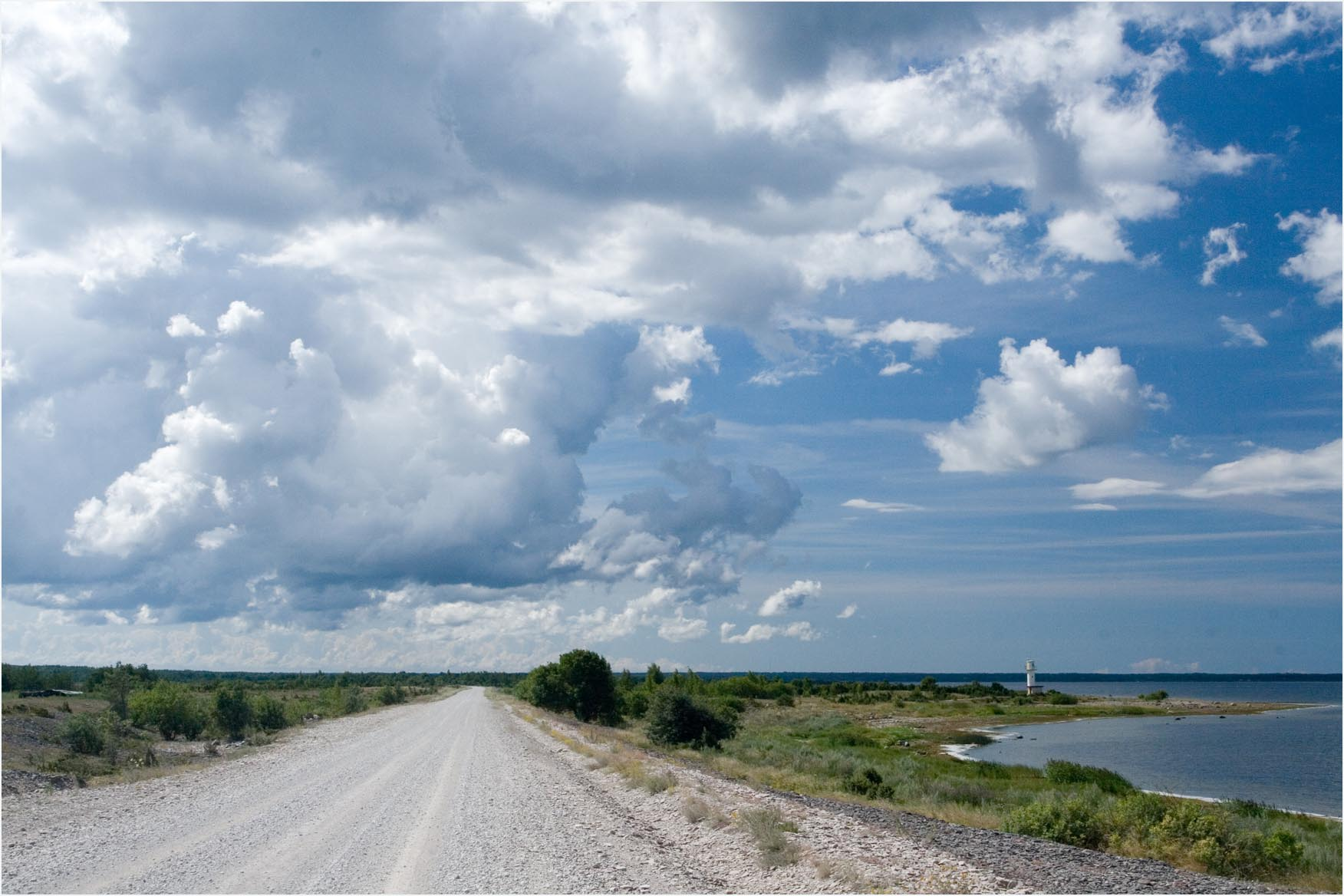
Дорога між Каугатома и Лиу
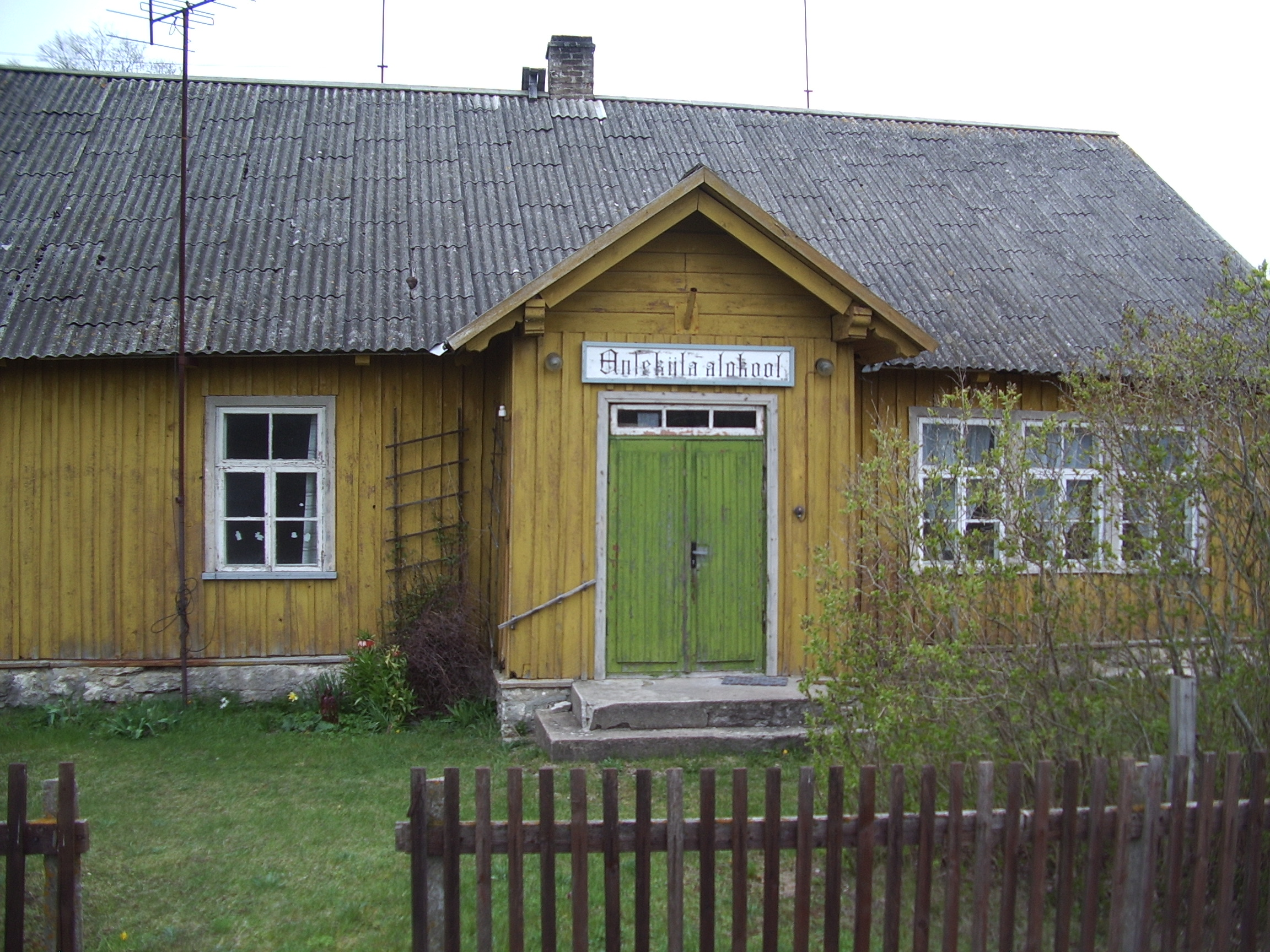
Колишня начальна школа Ансекюла
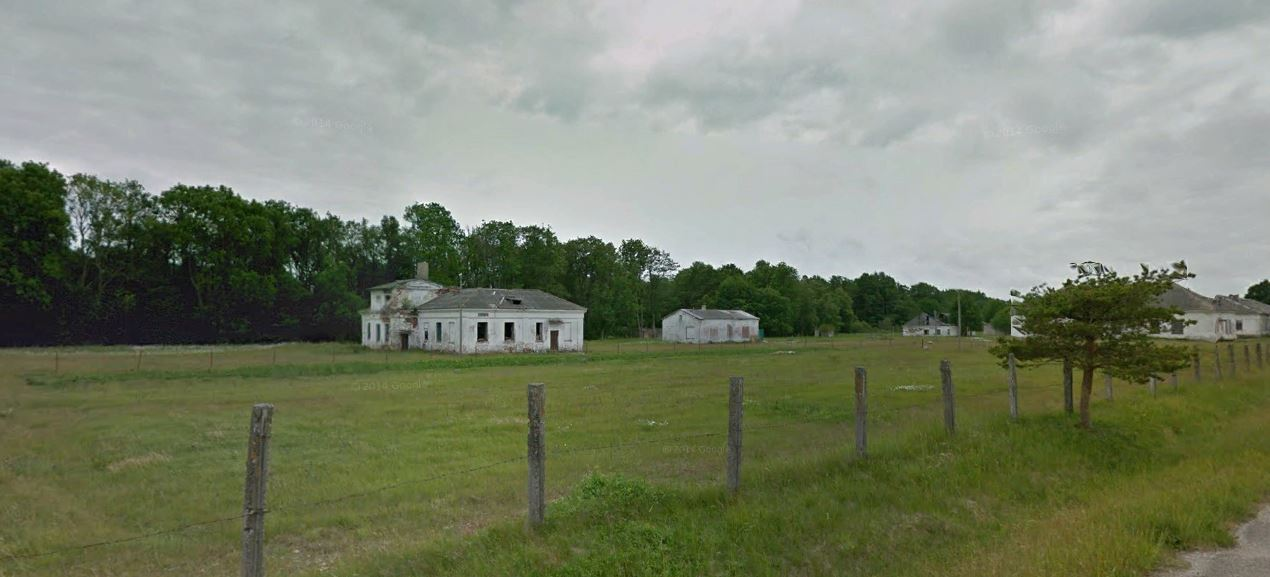
Покинуті будівлі радянської армії в селі Маантее, 2015 рік
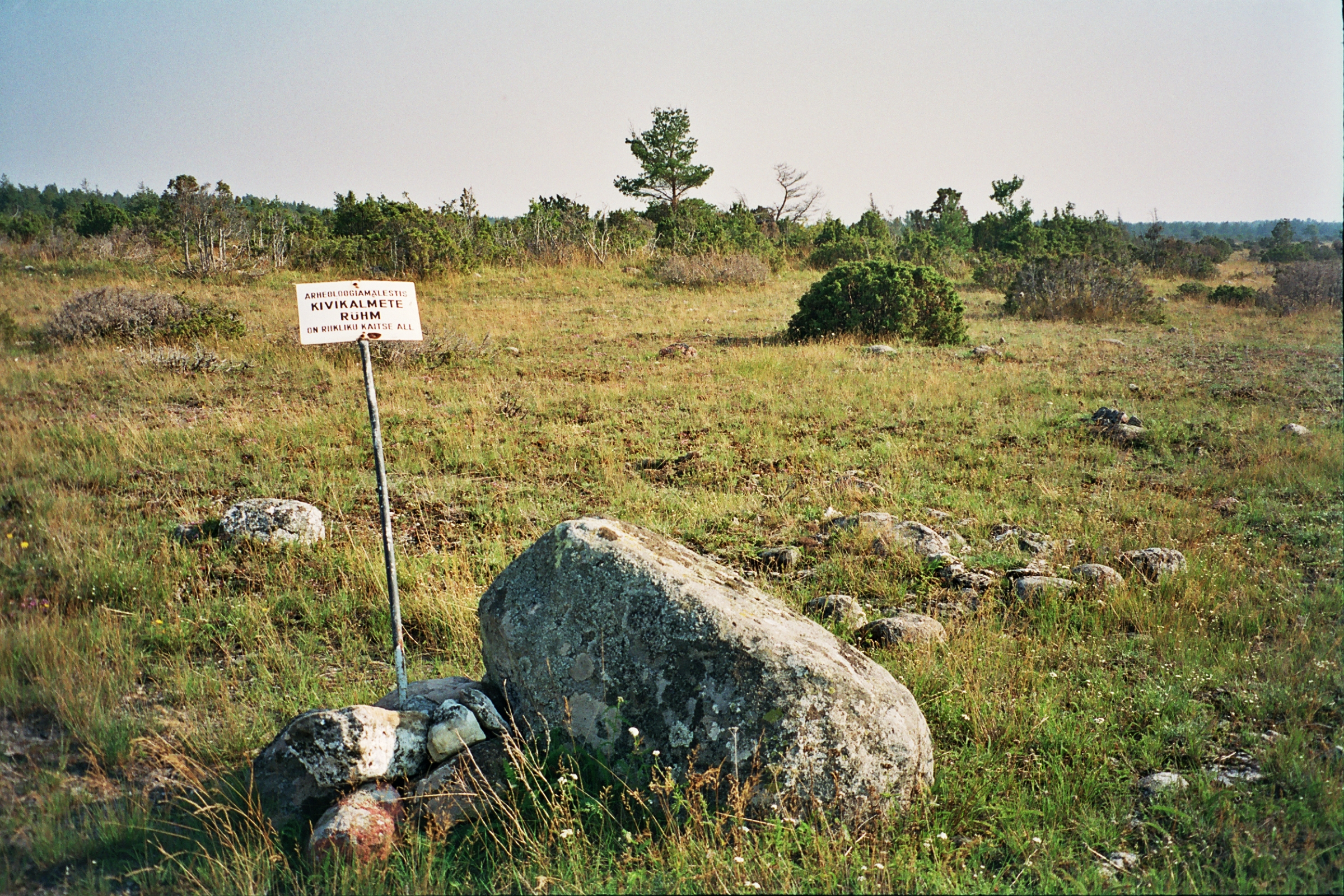
Кам'яні могильники Каугатома (пам'ятка культури)